# Kaple svatého Aloise (Horní Branná)
Kaple svatého Aloise (jinak nazývaná Harrachovský špitál) je komplex barokních staveb v Horní Branné.

## Historie
Špitál byl postaven roku 1710 Aloisem Tomášem Raimundem Harrachem. Byl určen pro zestárlé hraběcí služebníky. Ti byli do své smrti zaopatřeni vším potřebným, bylo jim poskytováno ubytování, strava i odění. Každý rok navíc každý dostal výslužné 58 zlatých a 42 krejcarů. Zřízení takovéto služby bylo na svou dobu významné.
V roce 1878 byly klenuté chodby špitálu rozbořeny a byty upraveny k obývání. Sloužil tak jako byty nejnižší kategorie. 3. května 1958 byla kaple prohlášena za kulturní památku. Roku 1987 byl špitál pro svůj špatný stav zbourán, přičemž z původní stavby byla zachována pouze kaple. Následně vznikla kopie stavby špitálu, jejíž vnitřek byl však upraven na malometrážní byty s elektrickým vytápěním. V současnosti je komplex využíván jako dům s pečovatelskou službou.

## Kaple
Na věži kaple byla socha svatého Aloise, která byla roku 1879 nahrazena kovovým křížem. Roku 1883 byl opraven dřevěný oltář, který kvůli vlhkosti stavby zetlel. Byl odstraněn až roku 1987 při přestavbě celého špitálu. Během první světové války byl zvon kaple zrekvírován.
Při rekonstrukci špitálu byl poškozen oltářní obraz, avšak díky práci Krkonošského muzea Jilemnice byl zrestaurován a zachráněn. Kaple je nyní prázdná.